# Răzvan Popa (actor)
Răzvan Popa (n. 7 februarie 1962, București, România) este un actor și regizor român.

## Studii
- 1980-1984 UNATC, actorie, clasa prof. Sanda Manu, asist. Cătălin Naum, Geta Angheluță
- 1999-2004 UNATC, regie, clasa Valeriu Moisescu, asist. Nicolae Mandea

## Debut
- 1983: Algernon - „Bună seara, dle Wilde” music-hall după „Ce înseamnă să fii onest” de Oscar Wilde, r: Sanda Manu

## Activitate
- 1984-1988 - actor la Teatrul Național Iași
- 1988-1994 - actor la Teatrul Evreiesc de Stat
- 1994-1995 - actor la Teatrul Româno-American “Eugene O’Neill”
- Din 1995 actor la Teatrul Național „I.L.Caragiale” București

## Filmografie
- Misterele Bucureștilor (1983)
- Raliul (1984)
- Fapt divers (1985)
- Femeia în roșu (1997)
- Dușmanul dușmanului meu (1999)